# André Desmoulins
Pour les articles homonymes, voir Desmoulins.
André Desmoulins, né le 13 mai 1919 à Dormans et mort en décembre 1970 à La Rochelle ou Épernay,,, est un coureur cycliste français. Ancien membre de l'équipe Peugeot, il a remporté le Tour de l'Oise ainsi que le Circuit du Maine-et-Loire en 1939. Il a également terminé deuxième du Critérium national en 1940 et en 1941.
Après sa carrière sportive, il tient un magasin de cycles sur ses terres natales de Dormans. Son beau-frère Roger Rondeaux a lui aussi été coureur cycliste.

## Palmarès
- 1938
  - 2e étape du GP Wolber indépendants[3]
- 1939
  - Tour de l'Oise
  - Circuit du Maine-et-Loire
- 1940
  - 2e du Critérium national
- 1941
  - 2e du Critérium national (zone occupée)
  - 2e du Prix Hourlier-Comès (avec Émile Idée)